# Tillhörig
Tillhörig används som medlemsbegrepp inom Svenska kyrkan från år 2000 då man skildes från staten och blev ett fristående trossamfund. Från kyrkomötet 2004 ändras formuleringarna i kyrkoordningen så att även ordet medlem är användbart för att ange att en person ingår i Svenska kyrkans gemenskap.
Orsaken till begreppet tillhörig är sannolikt syftet att teologiskt markera att religionstillhörighet inte är att jämställa med annat slags föreningsliv och medlemskap. Vid dopet markeras detta också genom de formuleringar som konstaterar att barnets namn är givet av föräldrarna, men att dopet är den ceremoni där barnet blir upptaget i församlingens gemenskap.